# Мелітопольські відомості
Медіахолдинг «МВ» - найбільша медіакомпанія  Мелітополя і один з лідерів медіаринку  Запорізької області . Включає в себе редакцію газет «Мелітопольські відомості», «Надія», «Програма», сайт mv.org.ua, рекламне агентство, друкарню і мережу кіосків.

## Історія
Історія медіахолдингу почалася, коли в 1990 році міською радою Мелітополя була заснована газета «Мелітопольські відомості». У 1996 році колектив газети, прагнучи забезпечити собі незалежність від міської влади, приватизував комунальне підприємство, перетворивши його в товариство з обмеженою відповідальністю. Починаючи з 1999 колектив став видавати і інші газети, що дозволило суттєво збільшити сумарний тираж.
В історії МВ було кілька великих конфліктів з міською владою. Так в 2008 році міська влада намагалася перервати контракт на оренду друкарні і газетних кіосків . А в 2012 співробітники міськвідділу міліції затримали автомобіль з свіжонадрукованими газетами і гендиректора медіахолдингу Михайла Кумока.
В даний час в холдингу працює близько 200 чоловік, а в його склад входить 3 газети, орієнтованих на різні регіони поширення та читацькі аудиторії, рекламне агентство, друкарня, мережа кіосків преси, магазин канцтоварів «Еврика», регіональний інтернет-портал mv.org.ua.

## Видання
| Видання                                                                                          | Тематика                                                                                             | Редактор                          | Час видання   | Тираж |
| ------------------------------------------------------------------------------------------------ | --- | --------------------------------- | ------------- | ----- |
| МВ: Мелітопольські відомості - Міжрайонний вісник [Архівовано 20 квітня 2019 у Wayback Machine.] | Регіональний суспільно-політичний і рекламний тижневик, присвячений тематиці Мелітопольського району | Головний редактор Наталія Дяткова | З жовтня 1990 | 10000 |
| Надія [Архівовано 19 січня 2019 у Wayback Machine.]                                              | Позиціонується як «обласна газета для всієї родини»                                                  | Головний редактор Наталія Дяткова | З травня 2004 | 13000 |
| Програма                                                                                         | Регіональна щотижнева програма телебачення                                                           | Головний редактор Наталія Дяткова | З січня 2003  | 12000 |

Газета «Мелітопольські відомості», з якої почалася історія медіахолдингу, як і раніше є його основним друкованим виданням в регіоні. Абревіатура «МВ» стала своєрідним брендом холдингу, і назви багатьох газет підбиралися так, щоб теж відповідати цій абревіатурі. В тому числі, і назва самих «Мелітопольських відомостей» в боротьбі за читацьку аудиторію регіону було доповнено другою назвою «Міжрайонний вісник».
Газета «Надія» була заснована як газета для ветеранів. У мелітопольському районі вона дещо поступається в популярності газеті «МВ», проте, за рахунок читацької аудиторії з інших районів  Запорізької області, виявляється найбільш тиражованим виданням медіахолдингу.

## Сайт «Місцеві вісті»
Сайт «Місцеві вісті» (mv.org.ua) створений на базі газети «Мелітопольські відомості» в 2002 році.Сайт щодня публікує новини міста, області, України та світу. Також сайт містить базу оголошень, каталог підприємств Запоріжжя і Мелітополя, довідник курортів Азовського узбережжя, афішу заходів, телепрограму.

## Рекламне агентство «МВ-плюс»
Агентство створене в 2000 році. Первинним завданням був збір реклами в видання редакції «МВ». Пізніше спектр пропозицій агентства розширився і зараз включає рекламу в міських і обласних ЗМІ, в Інтернеті, «Українська мережа оголошень», друк листівок, буклетів, карт, календарів.

## Друкарня
Почавши друкувати «Мелітопольські відомості» в Мелітополі, видавці незабаром були змушені перенести друк в інші міста через низький поліграфічного рівня місцевій друкарні. У 2003 році «Мелітопольські відомості» орендували майно мелітопольської комунальної друкарні, яка в той час перебувала в жалюгідному фінансовому стані. Завдяки співпраці з Міжнародним фондом довготривалого кредитування ЗМІ MDIF обладнання друкарні було модернізовано, а обсяг замовлень збільшився в десятки разів.
В даний час ТОВ «Видавничий дім Мелітопольської міської друкарні» друкує не лише газети медіахолдингу «МВ», а й  запорізькі, херсонські газети, а також здійснює підготовку до друку і власне друк інших видів поліграфічної продукції, від бланків до книг. Видавничий дім є одним з найбільших поліграфічних підприємств півдня України. 

## Преса
Підприємство «Преса» - найбільша в регіоні мережа з розповсюдження періодичної преси та супутніх товарів. Створене в 2004 році як частина «МВ-холдингу». Станом на 2016 рік в торговій мережі налічується 21 кіоск та магазин канцелярії «Еврика».